# Kalendarz pylenia roślin
Kalendarz pylenia roślin, inaczej kalendarz pyłkowy – zbiór informacji na temat stężenia pyłków roślinnych w powietrzu na przestrzeni roku i w poszczególnych regionach geograficznych. Opracowywaniem kalendarza pylenia roślin zajmują się regionalne stacje monitoringu aerobiologicznego właściwe dla danego kraju lub regionu geograficznego. Komunikaty pyłkowe są opracowywane na podstawie wartości stężeń ziaren w 1 m³ powietrza na dobę. Informacje zawarte w kalendarzu pylenia roślin są szczególnie przydatne dla osób cierpiących na alergie wziewne i pozwalają na profilaktykę reakcji alergicznych.

## Okres pylenia roślin
Rośliny wiatropylne są aktywne od połowy lutego aż do końca października. Jednak z roku na rok obserwuje się, że stężenie pyłków roślinnych o silnych właściwościach uczulających wzrasta w powietrzu coraz wcześniej i utrzymuje się coraz dłużej. 
Do najbardziej popularnych roślin, których pyłki wywołują reakcje alergiczne, należą: 
- Drzewa - leszczyna, olsza, brzoza, topola, dąb
- Trawy - mietlica, kostrzewa czerwona, tymotka łąkowa, tomka wonna, wiechlina łąkowa, życica trwała
- Zboża – żyto
- Inne – babka, pokrzywa, bylica, komosa, szczaw, ambrozja, grzyby.

## Harmonogram pylenia według roślin
| Roślina      | początek                        | koniec                | nasilenie  |
| ------------ | ------------------------------- | --------------------- | ---------- |
| Leszczyna    | koniec stycznia/początek lutego | połowa kwietnia       | stałe      |
| Olsza        | połowa lutego                   | połowa kwietnia       | marzec     |
| Brzoza       | kwiecień                        | połowa maja           | IV - V     |
| Topola       | marzec                          | kwiecień              | IV         |
| Dąb          | połowa kwietnia                 | koniec maja           | IV - V     |
| Trawy        | maj                             | połowa września       | VI - VII   |
| Babka        | maj                             | połowa września       | stałe      |
| Szczaw       | maj                             | koniec sierpnia       | stałe      |
| Pokrzywa     | maj                             | koniec września       | VI - VIII  |
| Komosa       | koniec czerwca                  | połowa września       | stałe      |
| Bylica       | połowa lipca                    | koniec września       | VII - VIII |
| Ambrozja     | sierpień                        | wrzesień              | stałe      |
| Cladosporium | początek kwietnia               | początek października | VI - IX    |
| Alternaria   | początek kwietnia               | początek października | VI - IX    |

## Profilaktyka w okresie pylenia
Śledzenie kalendarza pyleń i unikanie kontaktu z czynnikami alergizującymi w okresie ich największego stężenia pozwala uniknąć reakcji alergicznych. W innym razie stosowana jest farmakoterapia za pomocą leków przeciwhistaminowych, które hamują dystrybucję mediatorów odczynu zapalnego (histamin, prostaglandyn i leukotrienów) odpowiedzialnych za wywoływanie alergicznego procesu zapalnego w organizmie (azelastyna).